# Ясинувата-Пасажирська
Ясинувата-Пасажирська — центральна пасажирська залізнична станція Ясинуватської дирекції Донецької залізниці. Розташована на дільниці Ясинувата — Донецьк між зупинними пунктами Ясинувата Гірка (відстань — 1 км) і 12 км (3 км). 
Станція Ясинувата пов'язує 5 напрямків на:
- Донецьк, Маріуполь
- Покровськ, Чаплине
- Дебальцеве, Луганськ
- Ларине, Донецьк II
- Костянтинівку, Краматорськ, Слов'янськ

На станції працювала одна з найбільших у пострадянському просторі сортувальна гірка, яка має 2 парки. Загальна кількість колій — 32+41. Поруч зі станцією розташована сортувальна станція Ясинувата.

## Історія
Ясинувата-Пасажирська відкрита 1951 року. Станція Ясинувата фактично грала роль такого собі другого вокзалу Донецька, що знаходиться на жвавій магістралі. Станцію Ясинувату-Пасажирську завжди пов'язував з Донецьком досить щільний трафік місцевих автобусів та приміських дизель- і електропоїздів на ділянці між даними станціями. У ранкові і вечірні піки попутні інтервали приміських поїздів на ділянці Ясинувата — Донецьк становили в межах від 10 до 20 хвилин, та й протягом дня теж були з інтервалом від 30 хвилин до 1 години. Тому, окремого і особливого заїзду з магістрального ходу у напрямку Донецька просто не було нагоди.
На початку 2000-х років через станцію Ясинувата-Пасажирська без заїзду на станцію Донецьк проходило близько 5 пар поїздів на добу, і навіть після розширення донецького вокзалу у 2012 році потяги так і не почали заїжджати до Донецька.

## Сучасність
До середини 2014 року курсували приміські електропоїзди сполученням Ясинувата — Маріуполь. Через станцію Ясинувата-Пасажирська курсували пасажирські поїзди:
| Пасажирські поїзди, що курсували через станцію Ясинувата-Пасажирська до 2014 року |                              |                                                       |
| №                                                                                 | Маршрут сполучення           | Примітки                                              |
| 10/9 «Троянда Донбасу»                                                            | Донецьк — Москва             |                                                       |
| 25/26 «Каштан»                                                                    | Київ — Кисловодськ / Адлер   |                                                       |
| 38/37 «Донбас»                                                                    | Донецьк — Київ               |                                                       |
| 48/47 «Гірник»                                                                    | Донецьк — Севастополь        |                                                       |
| 70/69                                                                             | Маріуполь / Донецьк — Львів  |                                                       |
| 78/77                                                                             | Маріуполь / Донецьк — Москва |                                                       |
| 83/84 «Азов»                                                                      | Маріуполь — Київ             |                                                       |
| 91/92                                                                             | Ясинувата — Одеса            |                                                       |
| 125/126                                                                           | Ясинувата — Київ             |                                                       |
| 141/142                                                                           | Сімферополь — Єкатеринбург   |                                                       |
| 144/143                                                                           | Донецьк — Санкт-Петербург    |                                                       |
| 341/342                                                                           | Луганськ — Сімферополь       |                                                       |
| 363/364                                                                           | Ясинувата — Умань            |                                                       |
|                                                                                   | Ясинувата — Дніпро           | Через Павлоград I                                     |
| 607/608                                                                           | Луганськ — Кривий Ріг        | Пізніше — поїзд № 91/92 Луганськ — Кривий Ріг — Одеса |
| 639/640                                                                           | Ясинувата — Кривий Ріг       |                                                       |
| 765/764 «Інтерсіті+»                                                              | Донецьк — Дніпро             |                                                       |

З 2014 року розташована на тимчасово окупованій території України (ОРДЛО).
1 березня 2016 року між самопроголошеними ОРДО і ОРЛО запустили перший пасажирський поїзд сполученням Ясинувата — Луганськ.
Наприкінці грудня 2017 року сайт «Яндекс» подає інформацію про наявність приміського руху по станції.